# Центральный военно-промышленный комитет
Центральный военно-промышленный комитет — орган координации действий военно-промышленных комитетов и правительственных учреждений, созданный в 1915 году, с целью мобилизации промышленности для военных нужд во время Первой мировой войны. Комитет находился по адресу: Петроград, Литейный проспект, д. 46

## Создание Центрального военно-промышленного комитета
В летнюю компанию 1915 года Русская армия переживала острый кризис военно-технического обеспечения. С целью преодоления кризиса , 7 / 20 июня 1915 г. Высочайше было утверждено «Положение об Особом совещании для объединения мероприятий по обеспечению действующей армии предметами боевого и материального снабжения». Военный историк Головин Н. Н. писал, что «Особое совещание по обороне» дало возможность общественным организациям участвовать в деле снабжения армии . Летом 1915 года «мобилизация промышленности» началась по «общественному почину» : 8 / 21 — 11 / 24 июня в Петрограде состоялся очередной IX съезд представителей промышленности и торговли. На съезде Рябушинский П. П. призвал русскую промышленность к «объединению и дружной работе для обслуживания нужд войны».
Съезд поручил всем торгово-промышленным организациям образовать районные военно-промышленные комитеты, «объединяющие местную промышленность и торговлю» с целью «приспособить предприятия к изготовлению всего необходимого для армии и флота». В течение первых двух месяцев в 73 городах России были образованы местные военно-промышленные комитеты . Съезд постановил возложить на учрежденный им в Петрограде Центральный военно-промышленный комитет координацию работ военно-промышленных комитетов и правительственных учреждений. На съезде Председателем Центрального военно-промышленного комитета был избран А. И. Гучков. Гучков быстро набирал авторитет в военных и промышленных кругах. В состав Центрального военно-промышленного комитета вошли представители научно-технических предприятий, отдельных торгово-промышленных организаций, управления железных дорог и пароходств, а также представители Всероссийских союзов земств и городов. Руководителями областных военно-промышленных комитетов стали крупнейшие промышленники — либералы : Рябушинский П. П. в Москве,Терещенко М. И. в Киеве и т. д.
4 /17 августа на заседании Совета министров был рассмотрен проект «Положения о военно-промышленном комитете», на котором присутствовал Председатель Центрального военно-промышленного комитета А. И. Гучков.
При Центральном военно-промышленном комитете были сформированы отделы: механический, металлургический, химический, перевозочный, продовольственный, по обеспечению рабочим составом, вещевой, по снабжению топливом, финансовый, врачебно-санитарный, изобретений, юридический, авиационный.

## Деятельность
Центральный военно-промышленный комитет начал свою работу с выяснения потребности Русской армии и флота в вооружении и в «разного рода боевом техническом снабжении» с тем чтобы определить программу планомерного использования производительных сил страны для удовлетворения дефицита. На практике «Комитету пришлось вырабатывать свою программу частями, по мере заказов от военного ведомства». Одновременно с мобилизацией крупной промышленности Комитет, действуя совместно с Всероссийскими союзами земств и городов, организовал мобилизацию средней и мелкой промышленности.
Для достижения наибольшей продуктивности в работе тыла, необходимо было провести анализ ошибок допущенных при военном министре В. А. Сухомлинове.
К примеру, Головин Н. Н. писал, что для упрощенного производства цельнотянутой 3-дюймовой гранаты французского образца генерал-майор Банков (руководитель особой организации) ошибочно привлек целый ряд солидных заводов (например, Коломенский) и этим отвлек их от более сложных работ . Упрощенное производство гранат предполагало задействование заводов средней и мелкой промышленности.

## Итог деятельности

### К весне 1916 года
Головин Н. Н. писал, что комитет
постепенно расширяя все более и более свою деятельность, объединяя фабрично-заводские предприятия и кустарные артели, а также создавая новые предприятия, принес в деле снабжения армии колоссальную помощь Военному ведомству
Итогом проведенной «мобилизации промышленности» — готовность Русской армии к весеннему наступлению 1916 года. О нехватке боеприпасов и вооружения больше не было речи. На фронт поступило новое оружие — минометы, произведённые Ижорским заводом. С лета 1915 года резко увеличились поставки вооружения от союзников . До начала весны 1916 года по железным дорогам от Мурманска и Владивостока было получено : более 1 миллиона винтовок, 9 миллионов снарядов для полевых трехдюймовых орудий, 1,7 миллионов снарядов для орудий среднего калибра, 11 тысяч пулеметов. Итогом весеннего наступления стал знаменитый «Брусиловский прорыв» : австрийцы остановили своё наступление на Италию и перешли к обороне. Уменьшился напор немцев на Верден. К 30 июля 1916 года закончилась операция армий Юго-Западного фронта «по овладению зимней, чрезвычайно сильно укрепленной неприятельской позицией, считавшейся нашими врагами безусловно неприступной». Вновь была завоёвана часть Восточной Галиции и вся Буковина. Непосредственным результатом этих удачных действий был выход Румынии из нейтралитета и присоединение её к странам Антанты. Брусилов в своих мемуарах писал:
Нельзя не признать, что подготовка к этой операции была образцовая, для чего требовалось проявление полного напряжения сил начальников всех степеней. Все было продумано и все своевременно сделано. Эта операция доказывает также, что мнение, почему-то распространившееся в России, будто после неудач 1915 года русская армия уже развалилась — неправильно: в 1916 году она ещё была крепка и, безусловно, боеспособна, ибо она разбила значительно сильнейшего врага и одержала такие успехи, которых до этого времени ни одна армия не имела.
К концу октября 1916 года военные действия закончились. Со дня наступления 20 мая по 1 ноября 1916 года войсками Юго-Западного фронта было взято в плен свыше 450 тыс. офицеров и солдат. Потери противника : свыше 1,5 млн убитыми и ранеными.

### К январю 1917 года
К концу 1916 года численность Действующей армии достигла 7 миллионов . Протяженность фронта возросла вдвое. Все большее число поездов требовалось для снабжения войск. Нагрузка на сеть железных дорог многократно возросла . Подвижный состав, паровозы требовали ремонтов. Ситуация усугублялась выведением части железнодорожных сетей из управления Министерства путей сообщения и подчинения их Военному управлению железных дорог. Данные обстоятельства приводили к абсурду: в Сибири на станциях лежал не вывезенным запас битых туш почти на полмиллиона пудов, готовый сгнить при первой оттепели. В то же время, в городах отмечались перебои в снабжении продуктами питания, «в деревнях сидели без сапог…». Росла «волна общего недовольства».
Однако, несмотря на затруднения, Русская армия к январю 1917 года благодаря усиленному производству отечественной промышленности и поддержке союзников, располагала огромными материальными и техническими средствами.
Производство винтовок удвоилось (110 000 в месяц против 55 000 в 1914 г.), пулеметов увеличилось в 6 раз (900 против 160); легких орудий — в 9 раз (665 против 70); снарядов 3-х дюймовых — в 16 раз (1 600 000 против 100 000); тяжелых орудий — в четыре раза.
Для обеспечения ввоза иностранного снабжения к концу 1916 года было построено 12 000 км железных дорог. В рекордные 20 месяцев была завершена постройка Мурманской железной дороги длиной 1440 км. Дорога прокладывалась по тундре, болотам и скалистым горам Кольского полуострова.
Слаженная «работа общества (военно-промышленных комитетов, Земгора) и власти, некоторая конкуренция между ними» были причиной такого неожиданно быстрого развития военного потенциала Русской армии.
 Мало эпизодов Великой Войны более поразительных, нежели воскрешение, перевооружение и возобновленное гигантское усилие России в 1916 г. Это был последний славный вклад царя и русского народа в дело победы ..К лету 1916 года Россия, которая 18 месяцев перед тем была почти безоружной, которая в течение 1915 года пережила непрерывный ряд страшных поражений, действительно сумела, собственными усилиями и путем использования средств союзников, выставить в поле — организовать, вооружить, снабдить — 60 армейских корпусов вместо тех 35, с которыми начала войну — У. Черчилль
Один из примеров — деятельность генерала Маниковского, который был назначен 24 мая (6 июня) 1915 году начальником Главного артиллерийского управления (ГАУ). К 1917 году наладил производство боеприпасов, полностью удовлетворив нужды фронта. При нём расширялись военные производства — оружейные, артиллерийские, снарядные, пороховые. Развернулось строительство новых заводов. С фронта были отозваны квалифицированные специалисты в области артиллерии, которые включились в работу. Деятельность ГАУ способствовала тому, что в 1917 русское военное командование смогло запланировать масштабное наступление. Удар, который готовилась нанести Русская армия вместе с союзниками, был бы роковым для Германии.
 Русская армия начала 1917 г., прочно державшая свыше чем 1000 вер. фронт, представляла внушительную силу и могла быть использована не только для продолжения пассивной обороны, но и для наступления, что, при наличии упомянутых выше огромных технических средств, сулило успех 
Однако события конца февраля и начала марта похоронили надежду на победоносное окончание войны.

## Центральный военно-промышленный комитет и общественно-политическая жизнь России
В разгар войны начала складываться новая Россия — союз общества, народных сил с императорской властью.
 Россия из патриархальной царской вотчины в условиях общенационального испытания быстро превращалась в народное государство, в котором не народ управлялся государственной бюрократией, а сам, в лице своих наиболее деятельных и способных представителей (например, Гучкова — Председателя Центрального военно-промышленного, князя Львова — руководителя Всероссийского земского союза, К. Гвоздева — Председателя рабочей группы Центрального военно-промышленного комитета и т. д.), начал создавать систему управления и контроля 
.
В августе 1915 года в Думе сложился Прогрессивный блок. Наметился союз главных центристских партий с конструктивной частью правительства. Последняя поддерживалась предпринимателями, земско-городскими кругами и значительной частью генералитета. 25 августа 1915 г. блок призвал власть к созданию правительства — «кабинета общественного доверия» из лиц, которым доверяет большинство Думы и Государственного Совета.
А. И. Гучков от военно-промышленного комитета обратился к И. Л. Горемыкину с резким письмом, требуя ухода правительства. Блок стал орудием борьбы за власть. Некоторые министры кабинета вступили с членами блока в переговоры "на почве отставки части министров и замены их «общественными деятелями».
Однако, Царь был резко против перемен. Он считал, что власть должна быть единой особенно во время войны. Недопустимо, чтобы министры служили двум господам: монарху и обществу, изменчивому в своих настроениях. Государь поручил Горемыкину объявить перерыв думской сессии: ответ на требование передать власть в другие руки.